# Ridderorden in Jordanië
Het Hasjemitsch Koninkrijk Jordanië werd al in de Eerste Wereldoorlog gevormd maar pas in 1946 geheel onafhankelijk. Ridderorden zijn geen Arabische traditie maar de hoven van het Midden-Oosten volgden de Europese zeden. Daar waren de Sultans van Turkije en de Egyptische heersers hen al in voorgegaan.

De oudste Jordaanse orden zijn op de Turkse voorbeelden geënt, de jongere orden lijken qua vorm op de Britse onderscheidingen.De kleinoden hebben de vorm van sterren omdat kruisen in een islamitisch land niet gepast zouden zijn.

## Lijst van ridderorden (chronologische volgorde)
- De Orde van de Onafhankelijkheid, (Arabisch: "Wisam al-Istiqial") 1921
- De Orde van de Wedergeboorte, (Arabisch: "Wisam an-Nahada") 1925
- De Orde voor Militaire Moed, (Arabisch: "Wisam al-Iqdam al-Askari") 1946
- De Orde van Hoessein ibn Ali, (Arabisch: "Wisam al-Hussain ibn Ali") 22 juni 1949
- De Orde van de Ster van Jordanië, (Arabisch: "Wisan al-Kawkab al-Urdani") 22 juni 1949
- De Orde van de Militaire Trots, (Arabisch: "Wisam al-Iftiqhar al-Askari") 1956
- Het Grootlint van de Orde van Hoessein ibn Ali, (Arabisch: "Qeladet Al Hussein ibn Ali") 1967
- De Orde van de Hasjemitische Ster (Arabisch: "Wisam al-Najat al-Hashemi") 1971
- De Al-Hoessein-Orde voor Militaire Verdienste, (Arabisch: "Wisam al-Istahaqaq al-Askari al-Husayniya") 1976

## De Protocollaire volgorde
- De Orde van Hoessein ibn Ali, (Arabisch: "Wisam al-Hussain ibn Ali") 1949
- Het Grootlint van de Orde van Hoessein ibn Ali, (Arabisch: "Qeladet Al Hussein ibn Ali") 1967
- De Orde van de Wedergeboorte, (Arabisch: "Wisam an-Nahada") 1925
- De Orde van de Ster van Jordanië, (Arabisch: "Wisan al-Kawkab al-Urdani") 1949
- De Orde van de Onafhankelijkheid, (Arabisch: "Wisam al-Istiqial") 1921
- De Orde voor Militaire Moed, (Arabisch: "Wisam al-Iqdam al-Askari") 1946
- De Orde van de Hasjemitische Ster (Arabisch: "Wisam al-Najat al-Hashemi") 1971
- De Al-Hoessein-Orde voor Militaire Verdienste, (Arabisch: "Wisam al-Istahaqaq al-Askari al-Husayniya") 1976
- De Orde van de Militaire Trots, (Arabisch: "Wisam al-Iftiqhar al-Askari") 1956